# Quả tụ

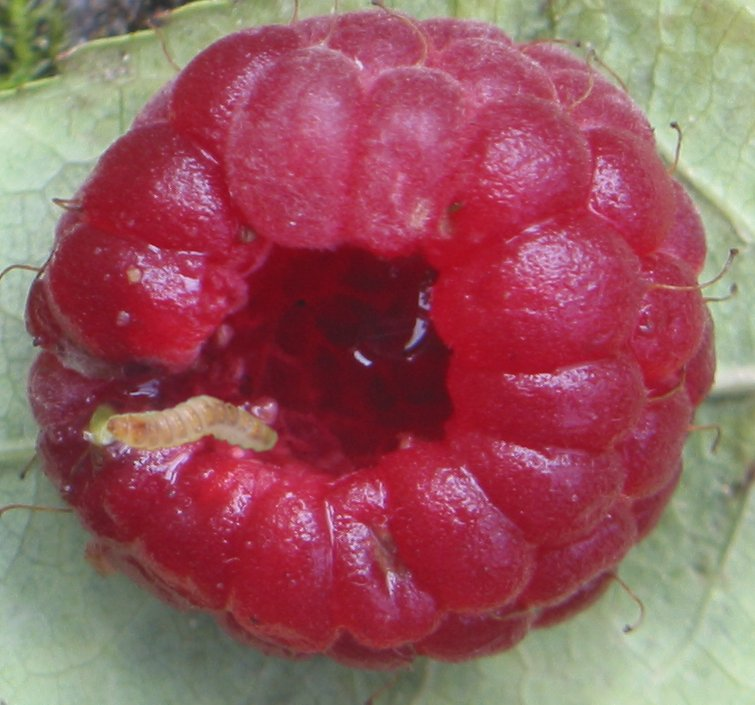
Quả mâm xôi đỏ là loại quả tụ, một tập hợp các quả hạch

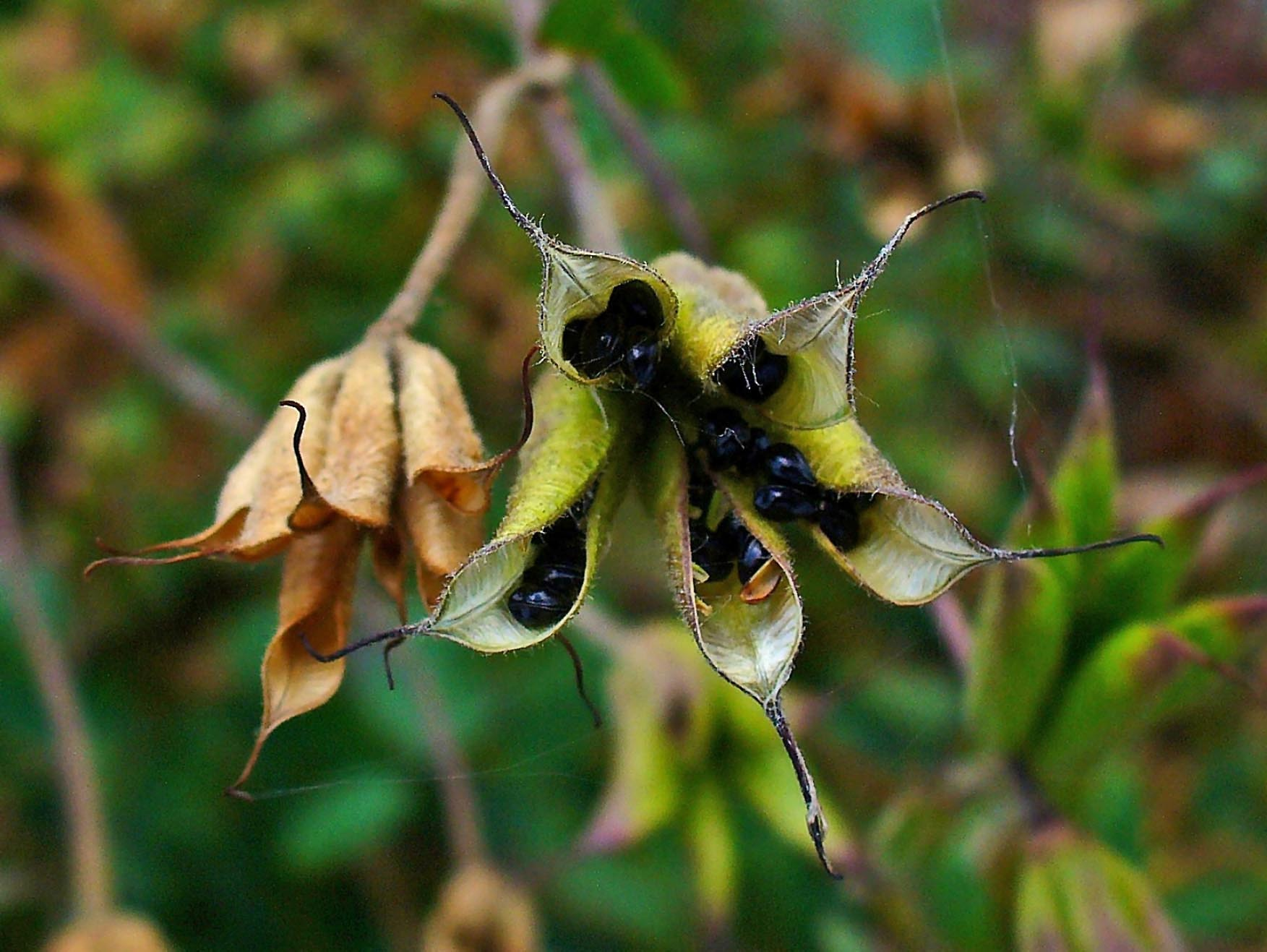
Quả của hoa Aquilegia là một loại quả được hình thành từ nhiều lá noãn của một bông hoa, và nó là một tập hợp các quả nang. Tuy nhiên, vì các quả nang không hợp nhất với nhau nên nó không được coi là quả tụ

Quả tụ hay etaerio là loại quả mà nó phát triển từ việc sáp nhập một số bầu nhụy tách biệt trong một đơn hoa đơn. Ngược lại, quả đơn phát triển từ một bầu nhụy. Trong các ngôn ngữ khác ngoài tiếng Anh, ý nghĩa của quả tụ và quả phức, mà trong đó các quả là sự kết hợp của nhiều hoa, bị đảo ngược. Sự khác biệt về ý nghĩa đó là do sự đảo ngược thuật ngữ của John Lindley, điều này đã được hầu hết các tác giả tiếng Anh tuân theo.
Không phải tất cả các hoa có nhiều bầu nhụy đều tạo thành quả tụ; các bầu nhụy của một số hoa không liên kết chặt chẽ với nhau để tạo ra một quả lớn hơn. Kết quả là, nhiều loại trái cây thường bị nhầm lẫn là loại quả tụ. Quả tụ cũng có thể là quả giả, trong đó các bộ phận của hoa không phải bầu nhụy trở nên bùi và tạo thành một phần của quả.
Các quả con riêng lẻ của quả tụ có nhiều dạng. Các ví dụ phổ biến là:
- quả hạch:
  - mâm xôi đỏ
  - dewberry và mâm xôi đen, cũng là một loại quả giả, với đế hoa nhiều thịt
- quả bế:
  - dâu tây, cũng là một loại quả giả, với đế hoa nhiều thịt
  - mao lương
- quả đại:
  - Mộc lan
- quả cánh:
  - Liriodendron tulipifera

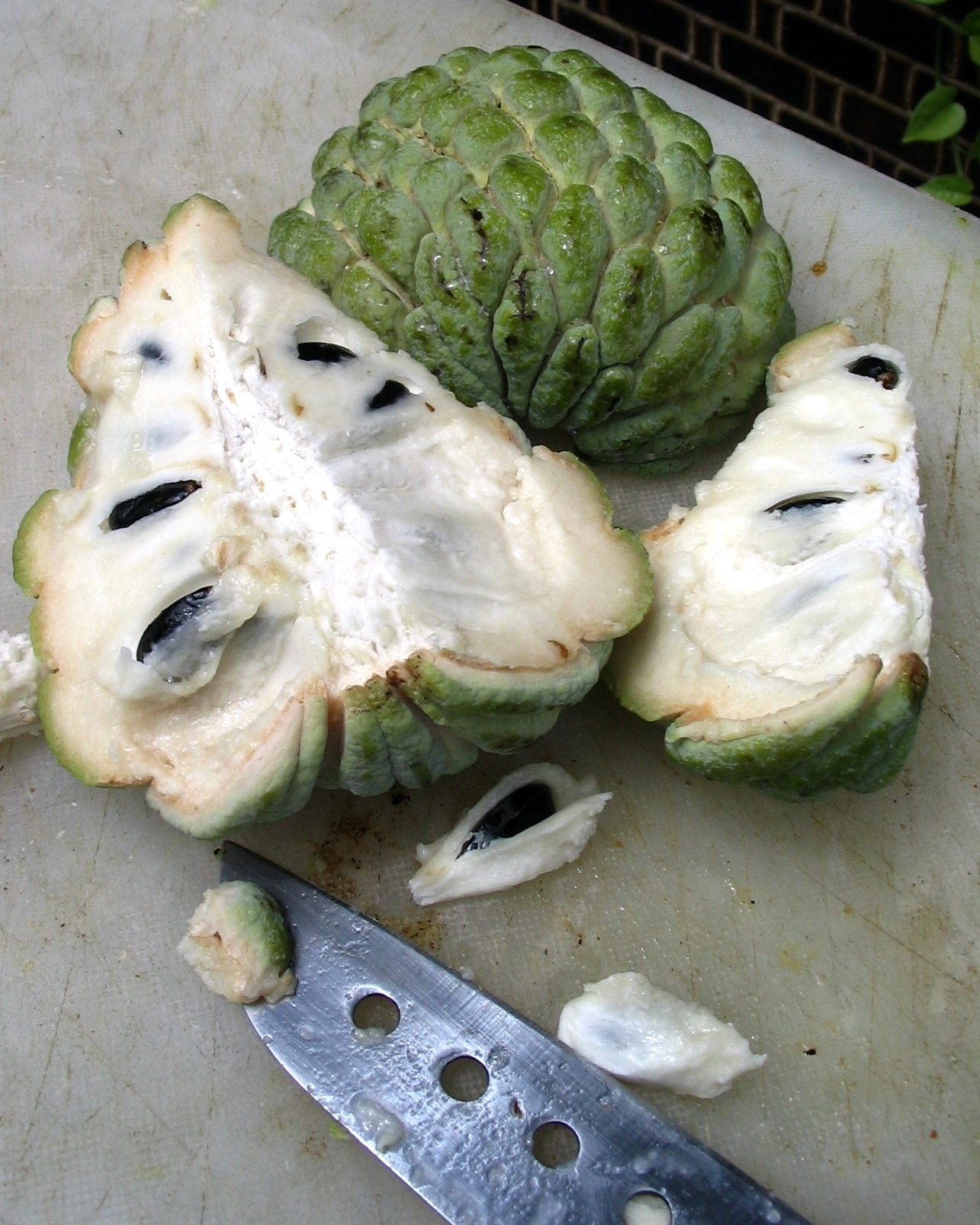
Quả na hình thành từ nhụy và đế của một bông hoa

Các thành phần của quả tụ khác khó xác định hơn. Ví dụ, quả na (chi Na) được tạo thành từ các nhụy giống quả mọng riêng lẻ hợp nhất với đế hoa.